# Achrosis lithosiaria
Sabaria lithosiaria là một loài bướm đêm trong họ Geometridae.